# Inventar depressiver Symptome
Das Inventar depressiver Symptome (IDS) ist eine Skala zur Beurteilung von Depression. Es wurde erstmals von den Amerikanern Rush et al. 1986 unter der Bezeichnung „Inventory of Depressive Symptoms“ in einer Fremd- (IDS-C) und einer Selbstbeurteilungsversion (IDS-SR) mit je 28 Items (~Einzelaufgaben) veröffentlicht. 1996 überarbeiteten sie den Test und erweiterten ihn auf 30 Items. Zu allen Versionen existieren mittlerweile Übersetzungen in deutscher Sprache.

## Testaufbau
Es werden zu verschiedenen Bereichen, die im Zuge depressiver Erkrankungen erfahrungsgemäß häufig beeinträchtigt sind, jeweils vier verschiedene Aussagen gemacht, die mit 0 bis 3 Punkten bewertet werden. Aus der Gesamtzahl der Punkte am Ende des Testes ergibt sich der ermittelte Grad der Depression.
Die Aussagen beziehen sich auf: Einschlafen, Durchschlafen, Früherwachen, Schlafdauer, traurige Stimmung/Niedergeschlagenheit, gereizte Stimmung, Ängstlichkeit/Anspannung, Auslenkbarkeit der Stimmung, Tagesschwankungen, Stimmungsqualität, Appetitverlust oder -steigerung, Gewichtsverlust oder -zunahme, Konzentration/Entscheidungsfähigkeit, Selbstwertgefühl, Zukunftserwartungen, Gedanken an den Tod/Suizid, Aktivitäten, Energieniveau, Genuss/Freude (außer sexuelle Aktivität), sexuelles Interesse, Verlangsamung, Gefühl der Ruhelosigkeit, körperliche Beschwerden, vegetative Beschwerden, Panik-/Angstanfälle, Magen-/Darmbeschwerden, zwischenmenschliche Empfindsamkeit und körperliches Schweregefühl.

## Auswertung
Zur Auswertung werden alle Werte der einzelnen Aussagen addiert und dann mit Cut-off-Werten verglichen. Bei der Selbstbeurteilungsversion gilt eine Person mit dem Testwert zwischen 0 und 13 Punkten als nicht-depressiv, zwischen 14 und 25 als milde depressiv, zwischen 26 und 38 als mittel depressiv, zwischen 39 und 48 als schwer depressiv und ab 49 als besonders schwer depressiv.

## Vergleichende Darstellung und Kritik
Die von DSM-IV und ICD-10 geforderten Diagnosekriterien können mithilfe des IDS zuverlässig und in kurzer Zeit (~20 Minuten) erhoben werden. Es erfüllt sämtliche Anforderungen in Bezug auf die bei psychologischen Testverfahren geforderte Objektivität (Unabhängigkeit der Testresultate von der Testsituation und den Testleitern), Reliabilität (formale Zuverlässigkeit bzw. Messgenauigkeit), Validität (inhaltliche Gültigkeit) und Praktikabilität (wissenschaftliche Ökonomie). Zu den als Standard geltenden Tests Hamilton-Depressionsskala (HAMD) und Beck-Depressionsinventar (BDI) zeigt es sich als gleichwertig bis überlegen. Eine Besonderheit stellt die – dank der doppelten Ausführung des Tests vorhandene – sehr gute Vergleichbarkeit von Fremd- und Selbstbeurteilung und die ausgewogene Verteilung der einzelnen Items dar. Bemängelt wird fast ausschließlich der etwas zu starke Bezug auf Schlafstörungen, denen auch andere Ursachen zugrunde liegen können.

## Quelle
- Dissertation von Yvonne Gräßlin zur Validierung des IDS (2004) (PDF-Datei; 1,22 MB)
- Auswertungstabelle im Vergleich zu anderen Tests
- Deutsche Version des Selbstbeurteilungsfragebogens (PDF-Datei; 99 kB)